# Stain (Craig Xen)
Stain (stilizzato STAIN), è un singolo del rapper statunitense Craig Xen, in collaborazione con Ski Mask the Slump God e Smokepurpp, pubblicato il 7 settembre 2018 dalla Empire Distribution e Cruel World, come primo estratto dell'EP Broken Kids Club.

## Antefatti
Verso fine 2016, Ski Mask the Slump God e Smokepurpp diffusero lo snippet di un brano intitolato Look At My Wrist. Il 31 agosto 2017, il rapper Rich2Litt ha pubblicato una canzone intitolata Savage, in collaborazione con Ski Mask, la quale utilizza la stessa identica strumentale di Look At My Wrist, portando i fan a credere che questa fosse la versione finale della canzone precedentemente mostrata. Tuttavia, nel 2018 in una storia di Instagram, Craig Gordwin pubblica un nuovo snippet dove faceva sentire il suo verso sopra lo stesso beat. Successivamente il brano fu rinominato in Stain e fu pubblicato su tutte le piattaforme il 7 settembre 2018.

## Tracce
1. STAIN – 2:17 (testo: Craig Gordwin, Omar Pineiro, Stokeley Goulbourne – musica: Stain, DJ Patt)

## Formazione
Musicisti
- Craig Xen – voce, testi
- Ski Mask the Slump God – voce, testi
- Smokepurpp – voce, testi

Produzione
- DJ Patt  - produzione
- Stain - produzione